# 内卡河畔马尔巴赫
内卡河畔马尔巴赫（德語：Marbach am Neckar，發音：[ˈmaʁbax ʔam ˈnɛkaʁ]），通称马尔巴赫（德語：Marbach），是德国巴登-符腾堡州斯图加特行政区路德维希堡县的城市，面积18.06平方千米，人口为人。詩人弗里德里希·席勒出生于此。